# Улипристала ацетат
Улипристала ацетат — лекарственное средство, относящееся к классу селективных модуляторов рецепторов прогестерона (СМРП). Препарат используется для экстренной контрацепции и лечения миомы матки. Он проявляет тканеспецифичное антипрогестероновое действие, связываясь с прогестероновыми рецепторами и оказывая на них частичный антагонистический эффект.

## Механизм действия
Препарат воздействует на эндометрий, вызывая структурные изменения, связанные с блокировкой прогестероновых рецепторов. Гистологические изменения проявляются в виде неактивного или слабо пролиферирующего эпителия, кистозного расширения желёз, а также асимметрии роста стромы и эпителиальных клеток. В тканях наблюдаются одновременно признаки влияния прогестагенов (секреторная активность) и эстрогенов (митотическая активность). Улипристала ацетат также воздействует на рецепторы в миометрии, что способствует уменьшению размеров миоматозных узлов.
Препарат подавляет овуляцию, не влияя на уровень эстрогенов и не проявляя антиглюкокортикоидной активности. При регулярном приёме улипристала ацетата в дозе 5 мг у большинства пациенток наблюдается угнетение овуляции, что подтверждается снижением уровня прогестерона до приблизительно 0,3 нг/мл. При этом уровень фолликулостимулирующего гормона (ФСГ) уменьшается частично, а концентрация эстрадиола остаётся на уровне, характерном для средней фолликулярной фазы.

## Абортивные эффекты
Согласно клиническому исследованию, проведённому в 2025 году, улипристала ацетат в дозировках, превышающих стандартные контрацептивные, в сочетании с мизопростолом демонстрировал сопоставимую с мифепристоном эффективность. Данное исследование показывает потенциал для использования препарата в качестве более доступной альтернативы мифепристону.